# Polychaeton bougainvilleae
Polychaeton bougainvilleae är en svampart som beskrevs av Manohar., Kunwar, Sharath & Nagamani 2003. Polychaeton bougainvilleae ingår i släktet Polychaeton och familjen Capnodiaceae.   Inga underarter finns listade i Catalogue of Life.